# 2023 год в России

## События

### Март
- 20—22 марта — Визит Си Цзиньпина в Россию[1][2].
- 30 марта — Продлён беспошлинный ввоз товаров на территорию ЕАЭС на сумму до 1 тысячи евро для физических лиц для товаров, перевозимых перевозчиком или в почтовых отправлениях, ввозимых багажом всеми видами транспорта, кроме воздушного[3].

### Апрель
- 7 апреля — Россия впервые вышла на второе место в мире по мощностям для майнинга криптовалют. Мощности России, задействованные в производстве криптовалют, составили 1 ГВт[4][5]
- 24 апреля — Сбербанк России представил сервис на основе искусственного интеллекта GigaChat[6][7]
- 28 апреля — Приостановлена публикация официальных данных о добыче нефти и газа[8][9]

### Май
- 12 мая — В больнице имени Боткина впервые провели операцию по трансплантации сердца[10][11].
- 17 мая — Запущена нейросеть YandexGPT[12][13]
- 23 мая — В Салехарде открыта первая в России станция по контролю вечной мерзлоты[14][15].
- 29 мая — Денонсирован Договор об обычных вооружённых силах в Европе[16][17].

### Июнь
- 8 июня — Презентована Lada Vesta Aura[18][19].
- 9 июня — Федеральная служба судебных приставов внедрила роботов для открытия исполнительных производств в автоматическом режиме, без участия человека[20][21].
- 14—17 июня — Петербургский международный экономический форум 2023[22].
- 27 июня — В космос запущен российский спутник-сервер размером со спичечный коробок (5х5х5 см). Целью спутника является изучение кибербезопасности космических аппаратов[23][24][25].
- 28 июня — Создан государственный мониторинг состояния вечной мерзлоты в России[26][27].

### Июль
- 4 июля — Проведены учения на случай отключения России от мирового интернета[28].
- 27—28 июля — Саммит Россия — Африка[29].

### Август
- 1 августа
  - Введён цифровой рубль[30].
  - Введено онлайн медицинское консультирование частными медицинскими организациями[31].
  - Запущена единая электронная виза[англ.] для иностранцев[32][33].
- 7 августа — Презентован новый учебник истории для учеников 11 классов[34].
- 15 августа
  - Банк России резко увеличил ключевую ставку до 12 % годовых[35].
  - По делу блогера Елены Блиновской арестованы активы на сумму 64 млрд рублей[36].
  - Бизнесу списали долги по налогам на 173 млрд рублей[37].

### Сентябрь
- 1 сентября
  - Введены единые федеральные основные общеобразовательные программы для школ.
  - Введены серебряные медали за успехи в учёбе для общеобразовательных школ.
  - Ужесточены пруденциальные нормативы для выдачи потребительских кредитов[38].
  - Ужесточена ответственность владельцев социальных сетей за непринятие мер по ограничению доступа к информации, распространяемой с нарушением закона. Размер штрафа предусмотрен до 8 млн рублей.
  - Завершено строительство первой очереди космодрома «Восточный»[39]
- 4 сентября — Запущена серийная сборка автомобиля Москвич-6[40][41].
- 7 сентября
  - Банком России снято ограничение на продажу банками наличной иностранной валюты населению[42][43].
  - Ограничения на снятие наличной иностранной валюты с банковского счёта или вклада продлены до 9 марта 2024 года[43][44].
  - Участие в 18-м Восточноазиатском саммите[45][46].
- 10 сентября — Единый день голосования. Довыборы депутатов в Государственную думу. Выборы глав 26 субъектов федерации. Выборы депутатов законодательных (представительных) органов государственной власти в 16 субъектах Российской Федерации[47].
- 10—13 сентября — VIII Восточный экономический форум[48][49][50].
- 12 сентября
  - Airbus-A320 «Уральских авиалиний», летевший из Сочи в Омск, совершил аварийную посадку в поле в Новосибирской области[51][52][53].
  - Введена в строй вторая золоторудная фабрика на золоторудном месторождении «Павлик»[54].
- 13 сентября — Российско-северокорейский саммит[55][56][57]
- 14 сентября — Олег Митволь признан виновным в нарушениях при строительстве Красноярского метрополитена и приговорён к 4 годам 6 месяцам лишения свободы с выплатой по гражданским искам 900 млн рублей[58][59].
- 18 сентября — Введён цифровой паспорт[60][61][62].
- 20 сентября — Из-за роста заболеваемости COVID-19 в нескольких регионах России начато возвращение масочного режима в организациях здравоохранения, в том числе в Тульской, Псковской, Саратовской областях и Пермском крае[63][64].
- 21 сентября — Введены временные ограничения на экспорт бензина и дизельного топлива[65][66].
- 22 сентября — пассажирский самолёт Ан-26 авиакомпании ИрАэро совершил аварийную посадку в Иркутске из-за отказа левого двигателя[67][68].
- 23 сентября
  - Дрон допустил опасное сближение с пассажирскими самолётами Airbus A320 и Boeing 738, летевшими по маршруту Минеральные Воды — Москва (рейс AFL1339) и Казань — Москва (рейс AFL1269) на высоте от 1,8 км до 2,6 км[69][70].
  - Астрономические обсерватории Казанского Федерального университета внесены в Список объектов всемирного наследия ЮНЕСКО[71][72].
- 28 сентября — VII Московский финансовый форум[73][74].

### Октябрь
- 10 октября — Денонсирована Рамочная конвенция о защите национальных меньшинств[75][76].
- 11—13 октября — VI российская энергетическая неделя[77][78].
- 12 октября — Международный олимпийский комитет отстранил Олимпийский комитет России[79][80][81].
- 16 октября — Состоялась презентация новых банкнот номиналом 1000 и 5000 рублей[82].
- 18 октября
  - Денонсирован Договор о всеобъемлющем запрещении ядерных испытаний[83][84][85].
  - Вулкан «Безымянный» на Камчатке выбросил столб пепла размером 36 на 36 километров на высоту 10-11 километров на уровнем моря[86][87][88].
- 26 октября — Вступил в силу новый закон о гражданстве Российской Федерации[89][90][91][92].

### Ноябрь
- 1 ноября — Дальнемагистральный пассажирский самолёт Ил-96-400М совершил первый полёт[93][94][95].
- 2 ноября — скоростная федеральная автомобильная магистраль М12 продлена от Екатеринбурга до Тюмени[96][97].
- 4 ноября — 12 апреля 2024 — Международная выставка-форум «Россия»[98][99][100][101].
- 8 ноября — зафиксированы первые случаи инфицирования новым штаммом коронавируса «пирола[англ.]»[102][103].
- 21 ноября
  - Мессенджер Telegram оштрафован на 4 млн рублей за неудаление фейков об армии России[104][105].
  - Росздравнадзор приостановил применение системы с искусственным интеллектом в медицинских клиниках России в связи с угрозой причинения вреда жизни и здоровью. Приостановлена работа системы анализа снимков компьютерной томографии «Botkin.AI»[106][107].
- 30 ноября — Финляндия закрыла сухопутную границу с Россией[108]

### Декабрь
- 4 декабря — Утверждён список опорных пунктов Арктики. В него вошло 16 агломераций, в том числе Мурманск, Архангельск, Норильск[109].
- 5 декабря
  - Оборот Московской биржи достиг 1,2 квадриллиона рублей, что стало рекордным показателем за всю историю[110][111].
  - Выявлены случаи микоплазменной инфекции[112][113][114].
- 7 декабря — Нападение на гимназию № 5 в Брянске[115].
- 16 декабря — Выведен на орбиту второй гидрометеорологический спутник «Арктика-М»[116][117].
- 19 декабря — На островах «Русский» и «Октябрьский» введён специальный правовой режим для привлечения инвестиций из иностранных юрисдикций[118][119].
- 21 декабря — Введён в эксплуатацию участок трассы M12 от Москвы до Казани[120][121].
- 27 декабря — Запрет на вывоз из России некоторых товаров и оборудования продлён до 31 декабря 2025 года. В перечень входит медицинское, телекоммуникационное оборудование, сельскохозяйственная техника, радиолокационные приборы. Всего более 200 наименований товаров[122][123][124].

## В науке
- 1 июля — На Калининской АЭС создана установка для изучения свойств реакторных нейтрино[125].
- 11 августа — Отправка российского космического аппарата Луна-25 на Луну. Первая после распада СССР миссия России на Луну[126][127].
- 23 августа — В Карском море обнаружили новый вид диатомовых водорослей Fragilaria[англ.] shirshovii[128][129]
- 27 сентября
  - Завершён самый длительный полёт космонавтов в истории Международной космической станции. Космонавты Сергей Прокопьев, Дмитрий Петелин и астронавт Франсиско Рубио пробыли в космосе беспрерывно с 21 сентября 2022 по 27 сентября 2023 года[130][131][132].
  - На Ямале на территории древнего поселения Йоркутинское-2 обнаружены остатки двух жилищ каменного века[133].
- 4 октября
  - В Ингушетии на территории Джейрахско-Ассинского заповедника обнаружена древняя кузница, являвшаяся частью башенного комплекса Цизды[134][135].
  - В Рязанской области обнаружен барельеф XII века[136][137].
- 6 октября — В Ингушетии найдены 29 неучтённых объектов культурного наследия. В их число входят башни, склепы, мельницы[138][139][140].
- 23 октября — Биокад и РНИМУ имени Н.И. Пирогова разработали препарат BCD-180 для лечения болезни Бехтерева. Препарат классифицируется как first-in-class (первый в классе)[141][142][143][144][145].
- 10 декабря — Одобрена обновлённая версия вакцины «Спутник лайт[англ.]» против COVID-19[146][147].
- 26 декабря — Учёными Сибирского отделения РАН открыт новый вид слизевика, являющегося полугрибом-полуживотным[148][149][150].

## В культуре
- 16—18 ноября — IX Санкт-Петербургский международный культурный форум[151][152][153].

## В спорте
- 28 февраля — Федерация шахмат России перешла в Азиатскую шахматную федерацию[154][155].
- 27 июля — Климент Колесников установил мировой рекорд в плавании на дистанции 50 метров на спине — 23,55 секунды[156][157].
- 29 сентября — Российские спортсмены-паралимпийцы допущены к участию в Летних Паралимпийских играх 2024 как индивидуальные спортсмены в нейтральном статусе[158][159].
- 4 октября — Юношеские сборные России по футболу допущены к участию в турнирах ФИФА[160][161].
- 13 октября — 27 ноября — Гран-при России по фигурному катанию 2023/24[162][163][164].
- 23 ноября — Российским шахматистам продлили право выступать под флагом ФИДЕ до 1 января 2025 года[165][166].
- 28 декабря — Анастасия Боднарук выиграла чемпионат мира по рапиду 2023 среди женщин[167][168].
- 30 декабря — Валентина Гунина выиграла чемпионат мира по блицу 2023 среди женщин[169][170].

## Умерли
- 14 января — Инна Чурикова, актриса театра и кино[171][172].
- 2 мая — Валентин Юдашкин, модельер[173].
- 23 августа — Евгений Пригожин, российский предприниматель, основатель и руководитель группы компаний «Конкорд» и частной военной компании «Вагнер»[174].
- 23 августа — Дмитрий Уткин, российский офицер спецназа Главного управления Генштаба ВС РФ, командир частной военной кампании «Вагнер»[175].
- 26 августа — Глеб Панфилов, режиссёр[176][177].
- 27 августа — Светлана Адырхаева, балерина[178].
- 15 сентября — Вячеслав Гришечкин, актёр[179].
- 16 сентября — Николай Добронравов, советский и российский поэт-песенник, киноактёр[180].
- 19 сентября — Герман Мазурин, художник, иллюстратор[181].
- 16 октября — Геннадий Гладков, композитор[182][183].
- 19 октября — Анфиса Резцова, биатлонистка, лыжница[184][185].
- 31 октября — Олег Протопопов, советский фигурист, двукратный олимпийский чемпион, 4-кратный чемпион мира, 4-кратный чемпион Европы[186][187].
- 15 декабря — Эдуард Мысловский, альпинист[188][189].
- 18 декабря — Александра Жигалова, актриса театра[190][191].
- 30 декабря — Галина Зименкова, диктор Центрального телевидения СССР[192].